# L'Amour, la Mer
L'Amour, la Mer est un roman de Pascal Quignard publié en 2022.

## Résumé
L'histoire de plusieurs artistes, surtout musiciens, en France ou non, dans les années 1650, à la fin de l'âge baroque (du luth, de la viole) et de la guerre de Trente Ans : sensations, travaux, épreuves, peines, rêves, amours, amitiés, errances, pertes, disparitions...

## Personnages
Un certain nombre de personnages (réels ou imaginaires) sont présents dans Le Salon du Württemberg (1986) ou Terrasse à Rome (2000). Beaucoup circulent de protecteurs à protecteurs, de confrontation à inspiration. Certains ont arrêté la musique (ou leur art) et se sont convertis à la copie ou au jardinage. L'arrivée au pouvoir de Louis XIV (1638-1715) en France (1643-1715) autant que l'évolution politique, militaire, sociale et culturelle en Allemagne et aux Pays-Bas, marquent durablement ce monde de musiciens et artistes virtuoses.
Parmi les personnages principaux :
- Johann Jakob Froberger (1616-1667), claveciniste, compositeur, maître de musique, de Stuttgart et de Héricourt, mort au château d'Héricourt
- Monsieur Hanovre, lyriste
- le jeune Œsterer
- Lambert Hatten (1598-), de Mulhouse, ancien organiste, luthiste virtuose, compositeur, devenu copiste
- Mademoiselle Thullyn, finlandaise, violiste
- la princesse Sybilla de Wurtemberg, Sibyla von  Mömpelgard-Württenberg (1620-1707), résidant au château d'Héricourt (alors dépendance du duché de Wurtemberg), avec sa jument Josépha/Josèphe et son corbeau Virgile
- Johannes Hieronymus Kapsberger (1580-1651), musicien, vénitien, compositeur, luthiste, virtuose
- Charles Fleury (luthiste)-Charles Fleury (1605-1652), dit Charles Blancrocher ou Blanche Roche
- Geoffroy Meaume (1617-1667), peintre, devenu graveur, aquafortiste
- Nathan Abraham (von Berchem ?), et sa chartreuse écartée à Anvers, refuge des désolés
- Maryam Abdel, dite Marie Aidelle, peut-être d'origine kabyle, et sa petite fille Walpurge

Parmi les personnages secondaires :
- Athanasius Kircher (1602-1680)
- Ennemond Gaultier (1575-1651), dit Le Vieux et/ou de Lyon, luthiste, compositeur
- François Dufaut (1604-1672)
- Madame d'Autun, cantatrice
- Anna Bergerotti, cantatrice italienne (vers 1630-vers 1700)
- Abel Servien (1593-1659), politique
- Louis Couperin (1626-1661), claveciniste, organiste, gambiste, compositeur
- Charles Chenogne, de Bergheim
- Nanteuil, aquafortiste
- Abraham Bosse (1602-1676), aquafortiste
- Nicolas Poussin (1594-1665), peintre, français, exilé à Rome
- Constantijn Huygens (1596-1687), poète et compositeur néerlandais
- Lubin Baugin (1612-1663), peintre
- Jan Baptist Bonnecroy (1618-1678), peintre et graveur flamand
- Jean de Sainte-Colombe (1640-1700), musicien (viole), compositeur
- Isak (Basilius/Basileus) Froberger, frère aîné de Joahnn Jakob Froberger, réfugié sur l'Île aux Princes (Mer de Marmara, Istabul)
- le vieux jardinier Rhuys, chez Abraham, ancien pastelliste

Parmi les écrivains cités : Blaise Pascal (1623-1662), François de La Rochefoucauld (1613-1680), Charles de Saint-Évremond (1614-1703), Jean de La Bruyère (1645-1696). Pierre de Marbeuf (1596-1645) est présent allusivement dans le titre.

## Réception critique
- « L’univers de Quignard est aussi charnel que minéral. Sans jamais se prendre pour le philosophe qu’il ne prétend être, il excelle à tirer sa part d’ombre du moindre détail. Chaque phrase est à sa juste place longtemps mûrie. Un style parfois économe, au risque de la sécheresse, tout en demeurant de bout en bout d’une grande sensualité. Tout le roman semble justifier la définition que Jean Tardieu donnait de la poésie : quand un mot en rencontre un autre pour la première fois. »[1]
- « Intérieurs clairs-obscurs. Joueurs de cartes aux ombres allongées par les chandelles, musiciens qui s’aiment ou se querellent, femme en robe de chambre dont le regard flotte entre deux eaux. »[2]